# Moechsin Moechamadnjev
Moechsin Moechamadnjev (Russisch: Мухсин Мухамадиев) (Doesjanbe, 21 oktober 1966) is een Tadzjieks-Russisch voetbalcoach en voormalig voetballer.

## Biografie
Moechamadnjev begon zijn carrière bij Pachtakor Koergan-Tjoebe, een satellietclub van Pamir Doesjanbe waar hij na één seizoen naartoe ging en dat destijds in de Pervaja Liga speelde, de tweede klasse van de Sovjet-competitie. In 1988 werd de club kampioen en was hij topschutter met 22 doelpunten. De volgende drie seizoenen speelde hij met Pamir in de Sovjet Top Liga. Na het uiteenvallen van de Sovjet-Unie speelde hij verder in de Tadzjiekse competitie. Pamir was de enige club van niveau in de vroegere Sovjet-Unie uit Tadzjikistan en het niveau van de nieuwe competitie lag dan ook erg laag. Hij scoorde vijf keer in drie wedstrijden en besloot dan om te gaan spelen voor Lokomotiv Moskou in de nieuwe Russische competitie, zijn collega Chakim Foezajlov volgde hem. Hierna speelde hij voor Ankaragücü en in 1994 werd hij met Spartak Moskou landskampioen. Hij wisselde de volgende jaren meermaals van club en beëindigde zijn spelerscarrière in 1992.
Op 17 juni 1992 speelde hij een interland voor zijn vaderland tegen Oezbekistan, waarin hij twee keer scoorde, het werd 2-2. Nadat hij Russisch staatsburger geworden was en omdat de wedstrijd tegen Oezbekistan vriendschappelijk was werd hij in 1995 opgeroepen om voor Rusland te spelen. Op 6 mei speelde hij in de EK-kwalificatiewedstrijd tegen de Faeröer, waarin hij de 3-0 scoorde.
Na zijn spelerscarrière begon hij bij zijn laatste club Vitjaz Podolsk als trainer. Nadat hij enkele jaren sportief directeur was bij Roebin Kazan, werd hij in 2013 Tadzjieks bondscoach en bleef dat tot 2015.